# الاتحاد البريطاني الفرنسي

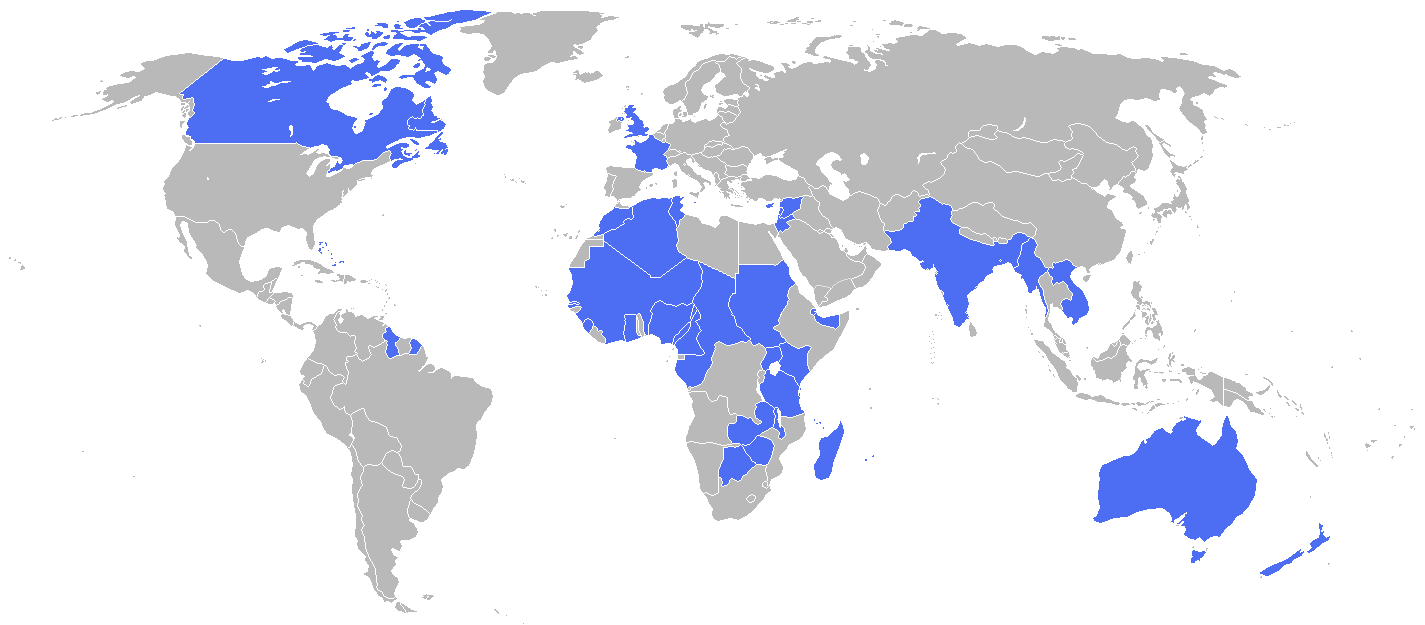
خريطة الاتحاد الفرنسي البريطاني المقترحة عام 1940

الاتحاد البريطاني الفرنسي هو مفهوم للاتحاد بين دولتين مستقلتين يتمتعان بالسيادة في المملكة المتحدة، وفرنسا. اقتُرِح مثل هذا الاتحاد خلال أزمات معينة في القرن العشرين، وله بعض السوابق التاريخية.

## إنجلترا وفرنسا
تميزت العلاقات بين إنجلترا وفرنسا بالقرابة منذ غزو النورمان لإنجلترا، إذ أصبح دوق نورماندي، إقطاعية فرنسية مهمة، ملكًا لإنجلترا، في حين كان مدينًا أيضًا بالعلاقات الإقطاعية بالتاج الفرنسي.
لم تكن العلاقة مستقرة أبدًا، واستمرت فقط خلال فترة ضعف التاج الفرنسي. أسس ملك إنجلترا إقطاعيات واسعة النطاق في شمال فرنسا منذ عام 1066 حتى عام 1214؛ وأضاف بذلك إلى نورماندي كونتيات مين وأنجو وتورين ودوقية بروتاني. أصبح ملك إنجلترا أيضًا دوق آكيتين (أو غويان) بعد عام 1154؛ جنبًا إلى جنب مع بواتو وغشكونية والإقطاعيات الفرنسية الجنوبية الأخرى التي تعتمد على آكيتين. أوضح ذلك سيطرة ملك إنجلترا على أكثر من نصف فرنسا -ما يسمى بالإمبراطورية الأنجوية- إلى جانب المناطق الشمالية؛ وذلك على الرغم من بقاءه اسميًا ملكًا على نظام إقطاعيات فرنسا. كان جنوب القناة الإنجليزية لب هذا العالم المركب بشكل عام، إذ كان أربعة من الملوك السبعة الأوائل بعد الغزو النورماندي لإنجلترا فرنسيي المولد، وجميعهم من المتحدثين الأصليين للغة الفرنسية. تلقى أفراد العائلة المالكة والنبلاء في إنجلترا بعد قرون تعليمهم بالفرنسية والإنجليزية. أصبحت إنجلترا مقاطعة بعيدة عن فرنسا في بعض النواحي، وأخذ القانون الإنجليزي انطباعًا قويًا عن القانون الفرنسي المحلي، وكان هناك تدفق للكلمات الفرنسية إلى اللغة الإنجليزية.
انتهى هذا الوضع الغريب مع معركة بوفين في عام 1214، وذلك عندما خلع فيليب الثاني ملك فرنسا جون ملك إنجلترا من إقطاعياته في شمال فرنسا؛ وعرض البارونات الإنجليز المتمردين بين عامي 1216-1217، في الفوضى التي أعقبت ذلك، عرش إنجلترا على وريث عرش فرنسا لويس كونت أرتوا، وسافر إلى هناك لأخذها. أُعلِن ملكًا على إنجلترا في كاتدرائية القديس بولس، حيث كرمه العديد من النبلاء بمن فيهم ألكسندر الثاني ملك اسكتلندا. استولى على وينشستر، وسرعان ما سيطر على أكثر من نصف المملكة، ولكن بعد وفاة الملك جون تضاءل دعمه واضطر إلى صنع السلام، وتخلى عن مطالبته بالعرش. تمكنت إنجلترا في النهاية من الاحتفاظ بغويان المصغرة كإقطاعية فرنسية، والتي احتُفِظ بها وتوسعت عندما استؤنفت الحرب بين المملكتين في عام 1337.
حاز ملك إنجلترا على لقب «ملك فرنسا» منذ عام 1340 حتى عام 1360، ومنذ عام 1369 وبعده؛ ولكن على الرغم من أن إنجلترا كانت ناجحة بشكل عام في حربها مع فرنسا، إلا أنها لم تحاول في جعل اللقب حقيقة واقعة خلال تلك الفترة الزمنية.
تغير الوضع مع غزو هنري الخامس ملك إنجلترا لفرنسا في عام 1415، وسيطرت إنجلترا على شمال فرنسا (بما في ذلك العاصمة) بحلول عام 1420 لأول مرة منذ 200 عام. أُجبر شارل السادس ملك فرنسا على حرمان ابنه الدوفين شارل من الميراث لصالح هنري الخامس، إذ توفي هنري قبل الملك الفرنسي ببضعة أشهر، وأعلن ابنه هنري السادس ملكًا على إنجلترا وفرنسا اعتبارًا من عام 1422 من قبل الإنجليز وحلفاؤهم؛ ولكن الدوفين احتفظ بالسيطرة على أجزاء من وسط وجنوب فرنسا وطالب بالتاج لنفسه. شن حزب الدوفين، بما في ذلك جان دارك، هجومًا مضادًا منذ عام 1429 ونجح في تتويجه ملكًا.
استمر القتال بين إنجلترا وفرنسا لأكثر من عشرين عامًا بعد ذلك، وطُرد الإنجليز من كل فرنسا بحلول عام 1453 باستثناء كاليه، التي خسرت في عام 1558. سيطرت إنجلترا لفترة وجيزة على مدينة دونكيرك بين عامي 1658-1662. استمر ملوك إنجلترا وملوك بريطانيا العظمى الأوائل في استخدام لقب «ملك فرنسا» حتى عام 1801، وذلك كتعبير معتاد دون أي ادعاء سياسي مرتبط، واستخدم رؤساء بيت ستيوارت، الذين خرجوا من السلطة منذ عام 1688، اللقب حتى وفاة آخر فرد منهم في عام 1807.